# Nico Knystock
Nico Knystock (* 19. Oktober 1995 in Osnabrück) ist ein deutscher Fußballspieler.

## Karriere
Knystock, der aus dem nordrhein-westfälischen Lotte-Büren stammt, wechselte 2009 vom VfL Osnabrück zu Borussia Dortmund. Dort spielte er von der C bis zur A-Jugend. Seit 2014 gehört er dem Kader der zweiten Mannschaft des BVB an. Sein Debüt gab er am fünften Spieltag der Drittligasaison 2014/15 im Spiel gegen SG Sonnenhof Großaspach. Zur Saison 2016/17 verließ er den Verein und schloss sich dem Ligakonkurrenten SV Rödinghausen an. Im Juli 2020 wechselte Knystock in die Regionalliga Nord zum VfB Oldenburg.

## Erfolge
- Aufstieg in die 3. Liga: 2022
- Meister der Regionalliga Nord: 2022
- Meister Regionalliga West: 2020
- Westfalenpokal-Sieger: 2019

## Wissenswertes
Nico Knystock war im September 2012 zu Gast im aktuellen sportstudio im ZDF und trat im Torwandschießen gegen den Fußballspieler Leon Andreasen, der damals bei Hannover 96 unter Vertrag stand, an.
Knystock ist gelernter Kaufmann für Bürokommunikation.